# Топалов, Михаил Генрихович
Михаил Генрихович Топалов (род. 13 сентября 1960, Харьков) — предприниматель, музыкальный продюсер, отец певца Влада Топалова, создатель и продюсер до 2005 года группы Smash!!, основатель и первый заместитель председателя совета директоров группы компаний «ИнСпэйс».

## Биография
Окончил музыкальное училище, в студенческие годы играл в рок-группе «Четвёртое измерение», познакомился с известными музыкантами и артистами. Приятельствовал с актёрами Александром Лазаревым и Светланой Немоляевой и их сыном Александром, который позже стал крёстным его сына Влада.
В 1982 году окончил Ленинградское высшее военно-политическое училище МВД СССР, а в 1992 году — Академию МВД СССР.
Работал в Главном управлении кадров и учебных заведений МВД СССР.
В начале 1990-х был одним из руководителей и участников проекта создания в России системы непосредственного спутникового телевещания (СНТВ), на базе которого были созданы «НТВ-Плюс», «Триколор», «Радуга-ТВ» и «Орион-Экспресс».
С 1992—2001 год — советник генерального директора Российского космического агентства по международной деятельности и международно-правовым вопросам.
С 2001—2013 год — член Экспертно-консультативного Совета при Председателе Счётной Палаты РФ.
В начале 2014 года Топалов возглавил Институт проблем космонавтики.

### Музыка
Окончил музыкальную школу и училище искусств по классу фортепиано; ещё школьником играл в рок-группах в Ростове-на-Дону, Москве, Санкт-Петербурге.
В студенческие годы профессионально играл в рок-группе «Четвёртое измерение».
В 1991 году отдал пятилетнего сына Влада в детский музыкальный ансамбль «Непоседы», позже — дочь Алину.
Покинув ансамбль «Непоседы», Влад вместе со своим другом, также участником ансамбля, Сергеем Лазаревым записал несколько песен, среди которых — ария «Belle» из знаменитого французского мюзикла «Нотр-Дам де Пари».
Летом 2000 года Михаил Топалов предложил своему другу, джазовому музыканту Вадиму Андрееву, сделать новые аранжировки записей ансамбля «Непоседы» и выпустить юбилейный диск к десятилетию ансамбля. Михаил и Вадим начали работу над этим сборником, а Влад с Сергеем  записали песню «Belle» к сорокалетию Михаила.
Михаил Топалов создал дуэт «Smash!!» и был продюсером дуэта, летом 2005 года он передал руководство дуэта компании «Ego Works».
Учредитель студии звукозаписи Miracle Records.

## Членство
- Член аэрокосмического и телекоммуникационного комитетов, один из учредителей Американской Торговой Палаты в России;
- Член Исполнительного комитета Российско-Американского Совета делового сотрудничества;
- Председатель Совета директоров — Управляющий директор, Группа Компаний «ИнСпэйс»;
- Партнёр и соучредитель холдинга, группа компаний «Virgin Connect»;
- Действительный член Российской Академии космонавтики им. К. Э. Циолковского;
- Председатель Попечительского совета Фонда содействия развитию искусств Вадима Репина;
- Член Правления Российского Фонда ветеранов ОВД и ВВ МВД России;
- Член Советов ветеранов ОВД и ВВ МВД России, Главного командования ВВ МВД России (ныне — Федеральной службы войск Национальной гвардии РФ), Центрального аппарата МВД России и аппарата кадров МВД России.

## Награды
- Премия Правительства Российской Федерации в области науки и техники

## Семья
- Первая жена Татьяна Анатольевна (род. 15 марта 1961) окончила Историко-архивный институт[3][4]. 
  - Сын — певец Влад Топалов (25 октября 1985).
  - Дочь — Алина Топалова (род. 16 сентября 1988) пела в детстве в группе «Непоседы», редактор светской хроники глянцевого журнала Tatler, окончила с отличием международно-правовой факультет МГИМО.

Состоял в отношениях с певицей Натальей Ветлицкой.